# Rineke Dijkstra

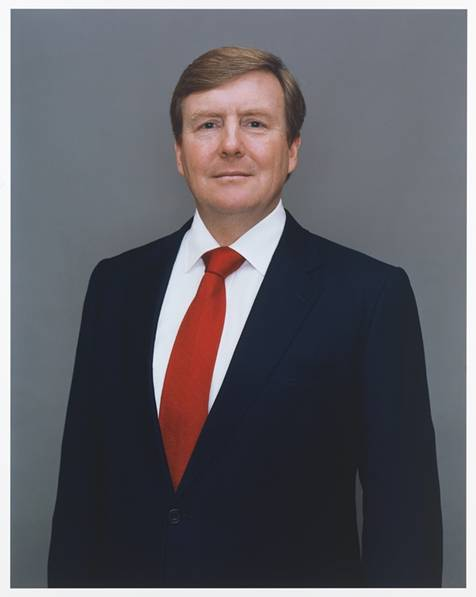
Rineke Dijkstra: Jeho Veličenstvo král Willem-Alexander 2014

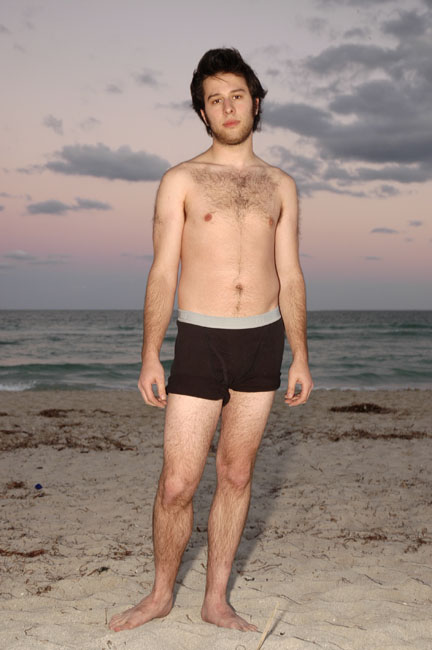
Snímek fotografa Jona Feinsteina, který se nechal Rineke Dijkstrou inspirovat

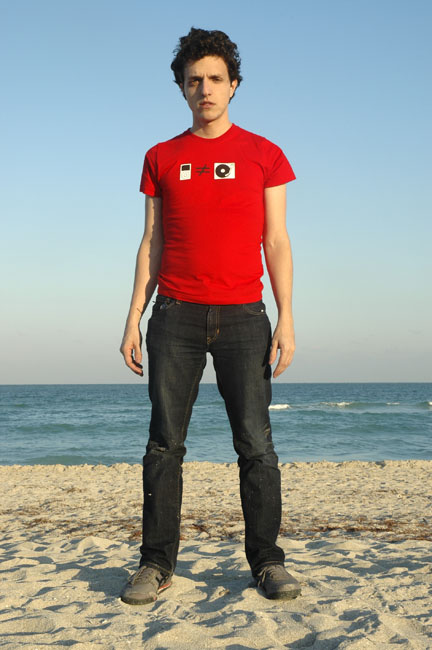
Typický rukopis Dijkstry - portréty celé postavy s nízkým nerušivým horizontem moře, autor: Jon Feinstein

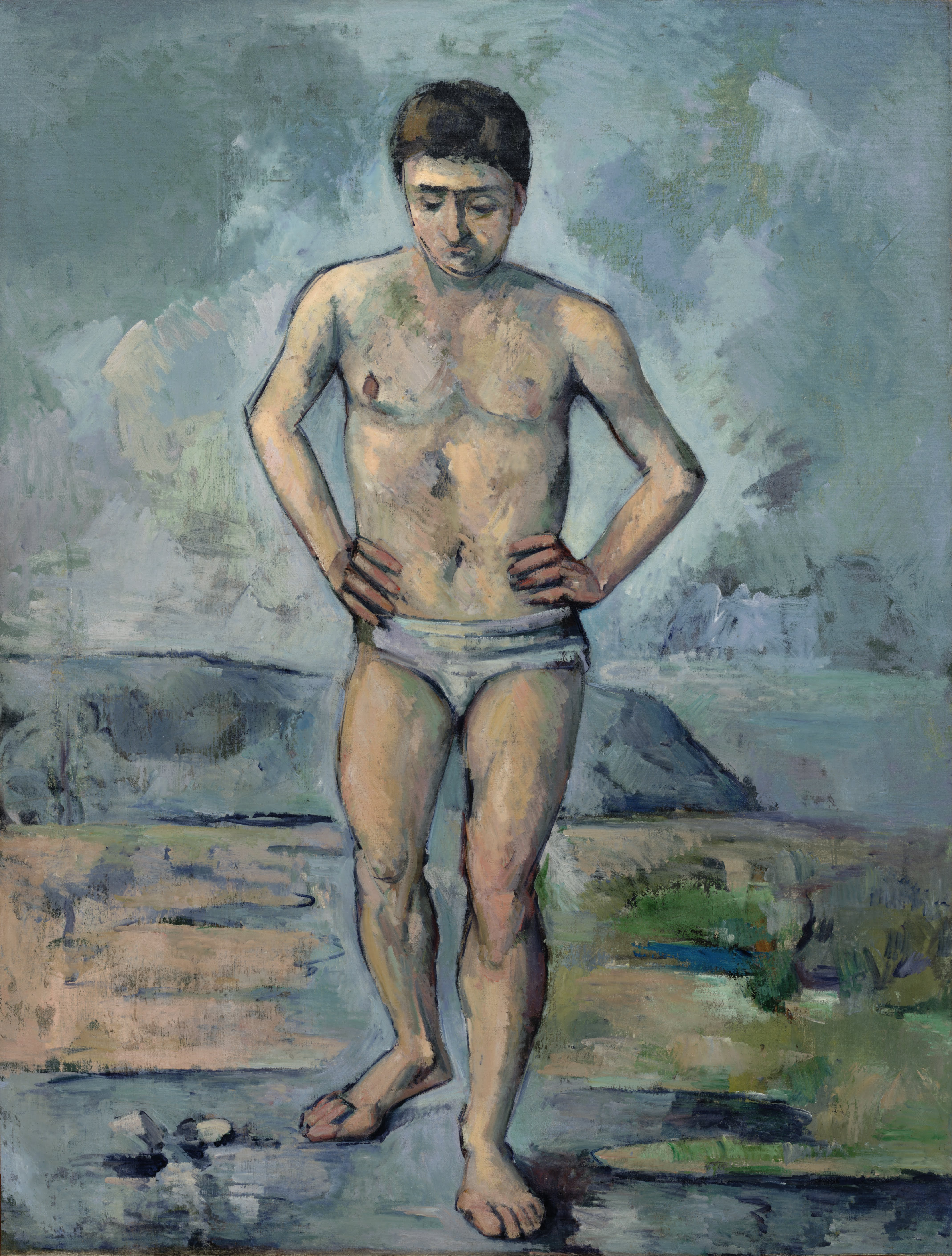
V roce 1999 muzeum MoMa vystavilo fotografii dospívajícího chlapce na pláži Oděsa, Ukrajina, 4. srpna 1993 vedle Cézannova Muže v plavkách, 1885–1887

Rineke Dijkstra (* 2. června 1959 Sittard, Nizozemsko) je nizozemská portrétní fotografka. Žije a pracuje v Amsterdamu. Dijkstra získala čestné stipendium Královské fotografické společnosti Royal Photographic Society, cenu Citibank Private Bank za rok 1999 (později cena Deutsche Börse Photography) a v roce 2017 cenu Hasselblad Award. Mezinárodní věhlas získala díky svým portrétním cyklům, ve kterých se zaměřuje především na zcela konkrétní, obyčejné lidi s jejich individuálním osudem a pocity. Její velkoformátové portréty jsou prosté, barevně subtilní, výrazově intenzivní, kompozičně vyvážené a emotivně působivé a s jednoduchým pozadím.

## Vzdělání
Dijkstra studovala od roku 1981 do roku 1986 na Gerrit Rietveld Academie v Amsterdamu. Poté několik let pracovala komerčně a pořizovala firemní portréty a snímky pro výroční zprávy.

## Život a dílo
Portréty Rineke Dijkstry jsou mnohotvárné. Fotografuje jednotlivé portréty a obvykle pracuje v sériích, na pláži, ženy těsně po porodu, toreadory po zápasu s býky, návštěvníky berlínské ZOO, dívky v liverpoolském tanečním klubu, izraelské vojáky a vojačky. Natočila také například videa s názvem Buzzclub/Mysteryworld (1996–1997), Tiergarten Series (1998–2000), Israeli soldiers (1999–2000) a jednotlivé portréty Almerisa (1994–2005), Shany (2001–2003), Olivier (2000–2003) a Park Portraits (2005–2006). Pořizuje velkoformátové zvětšeniny nenalíčených, neupravovaných a přirozeně vypadajících chlapců, mužů, dívek a žen. Dijkstra si stále udržuje svůj rozpoznatelný rukopis a hledá přirozenost v lidské tváři.
Snad o všech portrétovaných lze říci, že se autorce podařilo je zachytit v okamžicích, kdy přirozeně žijí svůj vlastní, jedinečný život vztažený k okamžitému vnitřnímu prožitku, který je nesmírně vzdálený manipulujícímu a umělému světu médií. Tvůrčí přístup Rineke Dijkstry je transparentní, formální a přesný. Nepoužívá žádné fotografické triky ani manipulace s obrazem. Prostota vizuálních prostředků směřuje veškerou pozornost na portrétované osoby, které svým jedinečným způsobem odhalují určitou nejistotu před kamerou, zranitelnost a zároveň křehkou osobitost. Její subjekty stojí často čelem k fotoaparátu s minimálně rušivým pozadím. Tento kompoziční styl je zřejmý v jejích plážových portrétech, který obecně představuje jednoho nebo více dospívajících lidí s přímořskou krajinou v pozadí. Snímek polské dívky na pláži pojmenovaný Kolobrzeg, Poland, July 26, 1992 je fotografován stejně jako jiná americká dívka, ale obrazem se velmi odlišuje. Polská dívka nechtěně zaujímá postoj podobně jako Venuše na obraze od Botticelliho; s mírně vysunutou kyčlí znázorňuje nezralou a cudnou ženu. Americká dívka má mnohem vyspělejší (a tedy snad „lepší“) postoj a koupací oblečení, ale polská dívka je mnohem elegantnější. Tento její klidný styl je opět vidět ve studiích žen, které právě porodily.
Dijkstra datuje své umělecké probuzení autoportrétem v roce 1991. S fotografickou kamerou 4 × 5 palců pořídila fotografii poté, co se vynořila z bazénu – terapie, kdy se zotavovala z nehody na kole - představuje ji téměř ve stavu kolapsu. Poté, co ji nizozemské noviny pověřily fotografováním založeným na pojetí léta, fotografovala dospívající návštěvníky koupaliště. Tento projekt vyústil v Beach Portraits (Plážové portréty 1992–94), sérii barevných fotografií postav teenagerů a o něco mladších dětí, které byly pořízeny na vodním břehu ve Spojených státech, Polsku, Británii, na Ukrajině a v Chorvatsku. Série ji přivedla k mezinárodnímu významu poté, co byla vystavena v roce 1997 ve výroční výstavě nové fotografie v Muzeu moderního umění v New Yorku v roce 1999 muzeum vystavilo její barevnou fotografii dospívajícího chlapce na pláži Oděsa, Ukrajina, 4. srpna 1993, vedle Cézannova Muže v plavkách (1885–1887).
Během rezidence Dijkstry na DAAD v Berlíně v letech 1998–1999 vznikla série Tiergarten (1998–2000), která představuje portréty dospívajících dívek a chlapců fotografovaných v parku Tiergarten v Berlíně, stejně jako v jiném parku v Litvě. Další sérii prací si objednala Nadace Anne Frank Foundation v Amsterdamu pro svou novou budovu: portréty dospívajících školaček se svými nejlepšími přáteli, což mělo připomínat, že každá dívka by mohla být v nešťastných situacích „Anne Franková“. Tyto portréty byly pořízeny hlavně v Berlíně, ačkoli Dijkstra později fotografovala i v Miláně, Barceloně a Paříži.
Během projektu, který dokumentoval uprchlíky, požádala šestiletá Almerisa, jejíž rodina uprchla z Bosny, Dijkstru aby ji vyfotografovala. Dijkstra pak fotografovala Almerisu přibližně každé dva roky. Poprvé v azylovém středisku jako malé dítě 14. března 1994. Poslední fotografie ze série Almerisa byla pořízena 19. června 2008. Tak začal autorčin cyklus sledování proměny po přestěhování z východní do západní Evropy.  Dijkstra používá v této sérii blesk spolu s redukcí barev. Zcela tak potlačí místnost, snímek je bez jakýchkoli zbytečných detailů, jako je nábytek nebo obrazy na zdi. To poskytuje prázdné pozadí. Tuto techniku používá také v jiných sériích, například v Beach Portraits.
Pozdější cyklus s názvem Israeli Soldiers (Izraelští vojáci 1999–2003) ukazuje mladou izraelskou ženu Shany, ve třech sáadiích v průběhu jednoho a půl roku. Při jejím odvodu, dvakrát ve vojenské uniformě a doma po opuštění armády.
Série Olivier (2000–2003) sleduje mladého muže, Oliviera Silvu od jeho zapsání do francouzské cizinecké legie po několik let jeho služby na Korsice, v Gabonu, na Pobřeží slonoviny a Džibuti, která ukazovala jeho vývoj a přeměnu, fyzickou a psychologickou ve vojáka. Pro sérii Park Portraits (2003–06) Dijkstra fotografovala děti, adolescenty a teenagery, kteří na okamžik pozastavili své rozmanité aktivity, aby pohlédli do objektivu v malebných místech jako například v amsterdamském Vondelparku, brooklynském Prospect Parku, madridském Parku Buen Retiro nebo v botanické zahradě Xiamen Amoy.
Dijkstra používá japonský velkoformátový 4×5 palcový fotoaparát se standardním objektivem na stativu a se zábleskem na dalším stativu za ním. I když fotografuje děti na pláži, moduluje slunečním světlem. Denní světlo je tak vždy jejím hlavním zdrojem světla. V roce 1998 začala tisknout fotografie v laboratoři Grieger Photo Lab v německém Düsseldorfu, dvě a půl hodiny vlakem z Amsterdamu, kde své velkoformátové fotografie nechávají vyvolávat také fotografové Thomas Struth nebo Andreas Gursky.
Ve svém cyklu pojmenovaném Daniel, Adi, Shira, and Keren, Rishonim High School, Herzliya, Israel (1999 / 2000) představuje dvě fotografie téhož člověka pořízené po dvaceti měsících. Nastoluje otázku, jak se změní mladý člověk, když byl, je nebo bude v uniformě.
Dijsktra experimentuje také s natáčením videa. Videozáběry Buzzclub/Mysteryworld (1996–1997) jsou z Liverpoolského tanečního klubu, kde Rineke Dijkstra přesvědčila místní mladé návštěvníky k „tiché performanci“. Stojí před světlou stěnou, kde se beze slov mírně pohybují do rytmu moderní hudby. Někteří hrdě kouří, někteří popíjí pivo. Ve stylu pop nebo snad house music se nejdříve nesměle vlní a těkají očima. Nejsou však snímáni jen pár sekund a tak se jejich výrazy i pohyby mění (tzv. rozpohybovaná fotografie).
Na snímku Chen a Efrat se zabývá podobností dvojčat. Stejným tématem se zabývaly autorky Tereza Vlčková (cyklus Two – Dvojice), Loretta Lux (Sasha and Ruby), Diane Arbusová (Identická dvojčata), Dagmar Hochová, August Sander, Mary Ellen Mark, Wendy McMurdo nebo Chantal Michel.

## Publikace
- Portraits. Výstavní katalog. Mnichov: Schirmer / Mosel, 2005. ISBN 978-1933045184.
- The Krazy House. Frankfurt: Museum für Moderne Kunst, 2013. ISBN 978-3000405266. Výstavní katalog. Popisuje všechny její video instalace od roku 1996 a další fotografie mladých lidí. Text anglicky a německy.
- Menschenbilder. Ausstellungskatalog. Museum Folkwang Essen, 1998.
- The Buzzclub. Ausstellungskatalog. Liverpool 1998.
- Rineke Dijkstra. Ostfildern 2001.
- Susanne Gaensheimer (Hrsg.): Rineke Dijkstra: The Krazy House. Ausstellungskatalog. Museum für Moderne Kunst, Frankfurt am Main 2013, ISBN 978-3-00-040526-6.

## Výstavy (výběr)
- 1984: Galerie de Moor, Amsterdam
- 1995: Stedelijk Museum Bureau Amsterdam
- 1996: Le Consortium, Dijon
- 1997: The Photographers Gallery, Londýn
- 1998: Museum Boijmans van Beuningen, Rotterdam, Sprengel Museum, Hannover, Museum Folkwang, Essen
- 1999: DAAD Galerie, Berlín, The Herzliya Museum of Art, Herzliya, Israel, MACBA, Barcelona
- 2001: Frans Hals Museum, De Hallen, Haarlem (Nizozemsko), The Institute of Contemporary Art, Boston (USA), Institut umění v Chicagu (USA)
- 2002: Art & Public, Genf (Švýcarsko)
- 2003: The Buzzclub, Liverpool (Velká Británie), Kunstverein für die Rheinlande und Westfalen, Düsseldorf
- 2006: Rineke Dijkstra: Portréty, Rudolfinum, Praha
- 2012: Rineke Dijkstra: A Retrospective, Guggenheim muzeum, USA
- 2013: Rineke Dijkstra: The Krazy House, Museum für Moderne Kunst (MMK), Frankfurt nad Mohanem
- 2017: Ruth Drawing Picasso, Tate Liverpool, UK, 2009, Museu Picasso, Barcelona
- 2017: The One And The Many, Louisiana Museum of Modern Art, Humlebaek
- 2017: Rineke Dijkstra: An Ode, Stedelijk Museum, Amsterdam
- 2017: Galerie Max Hetzler, Berlín
- 2018: SPECTRUM Internationaler Preis für Fotografie der Stiftung Niedersachsen: Figures in Motion: Rineke Dijkstra und die Sammlung des Sprengel Museum Hannover, Sprengel Museum, Hannover
- 2019: Night Watching, Rijksmuseum, Amsterdam
- 2020: Marian Goodman Gallery, Londýn
- 2022: Sculpture 21st: Rineke Dijkstra, Lehmbruck Museum, Duisburg
- 2023: Olivier (The French Foreign Legion), Museum Légion étrangère, Aubagne

## Ocenění a stipendia
- 1987: Kodak Award Nizozemsko
- 1988: DAAD Stipendium
- 1990: Nominace Young European Photographers
- 1993: Art Encouragement Award Amstelveen
- 1994: Werner Mantz Award[33]
- 1998: The Citibank Private Bank Photography Prize (nyní Deutsche Börse Photography Prize)[3]
- 2002/2003: Wexner Center Residency Award recipient in media arts[34]
- 2009: Artist in residence at the Atlantic Center for the Arts, New Smyrna Beach, Florida
- 2011: Honorary Doctorate from the Royal College of Art, Londýn
- 2012: Honorary Fellowship of the Royal Photographic Society[2]
- 2017: Vítězka ocenění Hasselblad Award, odměna 100.000 euro.[4][35]

## Sbírky
Díla Rineke Dijkstry jsou nedílnou součástí následujících stálých sbírek:
- Tate Gallery, Londýn[36]
- Muzeum moderního umění, New York[37]
- Metropolitní muzeum umění, New York[38]
- Guggenheimovo muzeum, New York[39]
- Jewish Museum (Manhattan), New York[40]
- Albright-Knox Art Gallery, Buffalo, New York[41]
- Losangeleské muzeum umění[42]
- Institut umění v Chicagu[43][44]
- Sanfranciské muzeum moderního umění[45]
- Walker Art Center, Minneapolis[46]
- Pérez Art Museum Miami[47]
- Harn Museum of Art at the University of Florida, Gainesville
- Muzeum výtvarného umění (Boston)[48]
- Museo Cantonale d'Arte of Lugano[49]
- Princeton University Art Museum, Princetonská univerzita, Princeton, New Jersey
- Baltimore Museum of Art[20]
- Museum De Pont Tilburg[50]